# First Day Out
First Day Out è un singolo del rapper italiano Shiva, pubblicato il 22 maggio 2024 come terzo estratto dal sesto album in studio Milano Angels.

## Descrizione
First Day Out (lett. "primo giorno fuori") è il primo singolo di Shiva pubblicato dopo che il GIP gli ha concesso gli arresti domiciliari.

## Tracce
1. First Day Out – 2:51

## Classifiche
| Classifica (2024) | Posizione massima |
| ----------------- | ----------------- |
| Italia            | 20                |